# 約蘭·庫克拉
約蘭·庫克拉（Yolane Kukla，1995年9月29日—），澳大利亚女子游泳运动员。曾代表澳大利亚在2012年伦敦奥运女子女子4×100米自由泳接力预赛中出场，最终凭借队友在决赛中的表现取得金牌。